# Блу-Маунд (Іллінойс)
Блу-Маунд (англ. Blue Mound) — селище (англ. village) в США, в окрузі Мейкон штату Іллінойс. Населення — 1133 особи (2020).

## Географія
Блу-Маунд розташований за координатами 39°42′2″ пн. ш. 89°7′7″ зх. д. / 39.70056° пн. ш. 89.11861° зх. д. (39.700543, -89.118573).  За даними Бюро перепису населення США в 2010 році селище мало площу 1,53 км², уся площа — суходіл.

## Демографія
Згідно з переписом 2010 року, у селищі мешкало 1158 осіб у 460 домогосподарствах у складі 311 родини. Густота населення становила 756 осіб/км².  Було 502 помешкання (328/км²).
Расовий склад населення:
| - 97,7 % — білих - 0,4 % — азіатів - 0,3 % — корінних американців - 0,3 % — чорних або афроамериканців |

До двох чи більше рас належало 0,9 %. Частка іспаномовних становила 1,3 % від усіх жителів.
За віковим діапазоном населення розподілялося таким чином: 30,1 % — особи молодші 18 років, 57,1 % — особи у віці 18—64 років, 12,8 % — особи у віці 65 років та старші. Медіана віку мешканця становила 36,3 року. На 100 осіб жіночої статі у селищі припадало 98,3 чоловіків;  на 100 жінок у віці від 18 років та старших — 92,2 чоловіків також старших 18 років.
Середній дохід на одне домашнє господарство  становив 55 053 долари США (медіана — 51 875), а середній дохід на одну сім'ю — 61 620 доларів (медіана — 57 670). За межею бідності перебувало 12,6 % осіб, у тому числі 19,0 % дітей у віці до 18 років та 10,2 % осіб у віці 65 років та старших.
Цивільне працевлаштоване населення становило 492 особи. Основні галузі зайнятості: освіта, охорона здоров'я та соціальна допомога — 26,6 %, виробництво — 20,3 %, транспорт — 8,1 %, роздрібна торгівля — 8,1 %.